# Настренг
Настре́нг (фр. Nastringues) — коммуна во Франции, находится в регионе Аквитания. Департамент — Дордонь. Входит в состав кантона Пеи-де-Монтень и Гюрсон. Округ коммуны — Бержерак.
Код INSEE коммуны — 24306.

## География
Коммуна расположена приблизительно в 480 км к югу от Парижа, в 60 км восточнее Бордо, в 60 км к юго-западу от Перигё.
На севере коммуны протекает река Эстро.

### Климат
Климат умеренный океанический со средним уровнем осадков, которые выпадают преимущественно зимой. Лето здесь долгое и тёплое, однако также довольно влажное, здесь не бывает регулярных периодов летней засухи. Средняя температура января — 5 °C, июля — 18 °C. Изредка вследствие стечения неблагоприятных погодных условий может наблюдаться непродолжительная засуха или случаются поздние заморозки. Климат меняется очень часто, как в течение сезона, так и год от года.

## Население
| Год  | Численность | Численность |
| ---- | ----------- | ----------- |
| 1968 | 112         | [ 8 ]       |
| 1975 | 118         | [ 8 ]       |
| 1982 | 113         | [ 8 ]       |
| 1990 | 114         | [ 8 ]       |
| 1999 | 115         | [ 8 ]       |
| 2006 | 113         | [ 8 ]       |
| 2011 | 112         | [ 8 ]       |
| 2013 | 102         |             |
| 2015 | 103         | [ 9 ]       |
| 2016 | 116         | [ 10 ]      |
| 2017 | 117         | [ 11 ]      |
| 2018 | 123         | [ 12 ]      |
| 2019 | 126         | [ 13 ]      |
| 2020 | 127         | [ 14 ]      |
| 2021 | 128         | [ 15 ]      |
| 2022 | 135         | [ 3 ]       |

## Администрация
| Период | Период | Фамилия          | Партия       | Примечания             |
| ------ | ------ | ---------------- | ------------ | ---------------------- |
| 1995   | 2014   | Жан-Клод Банизет | беспартийный | виноградарь, пенсионер |
| 2014   | 2020   | Кристиан Скалиже |              |                        |

## Экономика
В 2010 году среди 67 человек трудоспособного возраста (15-64 лет) 51 были экономически активными, 16 — неактивными (показатель активности — 76,1 %, в 1999 году было 68,9 %). Из 51 активных жителей работали 49 человек (26 мужчин и 23 женщины), безработных было 2 (0 мужчин и 2 женщины). Среди 16 неактивных 2 человека были учениками или студентами, 9 — пенсионерами, 5 были неактивными по другим причинам.

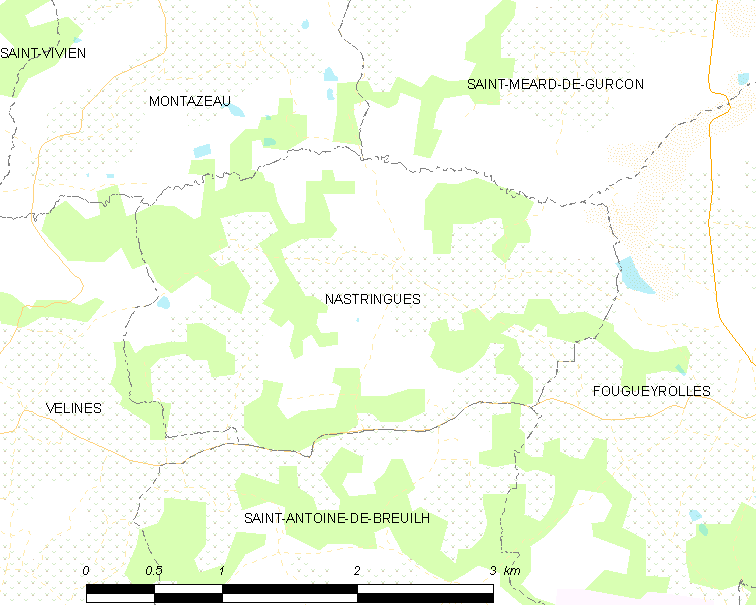
Карта коммуны